# Marie Židovka
Marie Židovka (latinsky: Maria Hebraea) též zvaná Marie Prorokyně (Maria Prophetissa) byla alchymistka 1. století, často označovaná za prvního nelegendárního alchymistu vůbec a také za první židovskou spisovatelku v historii. Některé zdroje ji zasazují až do století třetího. Je jí připisován vynález několika chemických přístrojů, například tzv. Mariiny lázně, jež dokáže zajistit, aby při vaření tekutiny nebyl překročen bod varu. Je známa především z děl Zosima z Panopole, autora nejstarších dochovaných alchymických knih, který žil ve 4. století. Marie podle něj žila v egyptské Alexandrii, v čase římské nadvlády. Podle způsobu, jakým psala o Bohu, se usuzuje, že byla opravdu židovského náboženství. Napsala o sobě také, že je abrahámovského rodu. Patřila patrně k helenizovaným Židům, protože o ní dlouho psali výhradně řečtí autoři. Podle Zosima Marie věřila, že kovy mají dvě různá pohlaví a spojením těchto dvou pohlaví může vzniknout nová kvalita. Byzantský kronikář 8. století Georgios Synkellos tvrdil, že Marie byla učitelkou Démokrita, se kterým se setkala v Memfidě. To ale vůbec neodpovídá Zosimovu datování, Démokritos žil ve 3. století př. n. l. Takové ztotožňování Marie s různými významnými ženami starší historie je ale běžné, byla též ztotožňována se sestrou Mojžíšovou nebo Marií Magdalenou. Arabové ji nazývali také "Dcerou Platóna". Často takové poznámky však měly patrně symbolický, ezoterický nebo gnostický význam. Arabský spis Kitáb al-Fichrist z 10. století uváděl Marii jako jednu z 52 nejslavnějších alchymistů a tvrdil, že byla schopna připravit caput mortuum, fialový pigment.